# Дяків Петро
Петро Дя́ків (нар. 17 жовтня 1879, Накваша — пом. близько 1916 року) — український театральний художник, чоловік актриси Антоніни Дякової.

## Біографія
Народився 17 жовтня 1879 року в селі Накваші (тепер Золочівський район Львівської області, Україна). У 1906–1907 роках працював художником і актором театру товариства «Руська Бесіда» у Львові; у 1907–1912 роках — у театрі Миколи Садовського у Києві. У 1913–1914 роках навчався у Краківській академії мистецтв.
Уціліла афіша, яка сповіщає, що 7 червня 1911 року в м. Немирові Товариством українських артистів під орудою Гната Гаєвського в бенефіс артиста і художника-декоратора Петра Омеляновича Дяківа виставлено буде «Запорожський клад», комічну оперету на 2 дії Ванченка. Роль писаря виконає бенефіціант. Нові декорації для цієї п"єси написані бенефіціантом.
Помер близько 1916 року.

## Творчість
У «Руській Бесіді» створив декорації до вистав:
- «Учитель» Івана Франка;
- «Наймичка» Івана Карпенка-Карого;

У у театрі Миколи Садовського оформив вистави:
- «Енеїда» за Іваном Котляревським (1910);
- «Украдене щастя» Івана Франка.

Зарисовки та фотографії оформлень художника зберігаються у Музеї театрального, музичного та кіно-мистецтва України.